# Kościół ewangelicki w Pogódkach
Kościół ewangelicki – nieczynna świątynia protestancka, znajdująca się w kociewskiej wsi Pogódki.

## Historia
Kościół został wzniesiony w 1899 roku dla liczącej około 50 osób społeczności protestanckiej. Przy świątyni erygowano parafię. Budynek służył jej nieprzerwanie przez okres II wojny światowej. Po emigracji Niemców w 1948 świątynia popadła w ruinę. 10 czerwca 1986 kościół został wpisany do rejestru zabytków. 

## Architektura i stan obecny
Świątynia neogotycka. Obecnie okna są pozbawione szyb i zabite deskami. We wnętrzu widoczne są pozostałości niemieckich napisów. Nad wejściem głównym znajdują się resztki zdobień. Za kościołem usytuowany jest cmentarz.

## Galeria

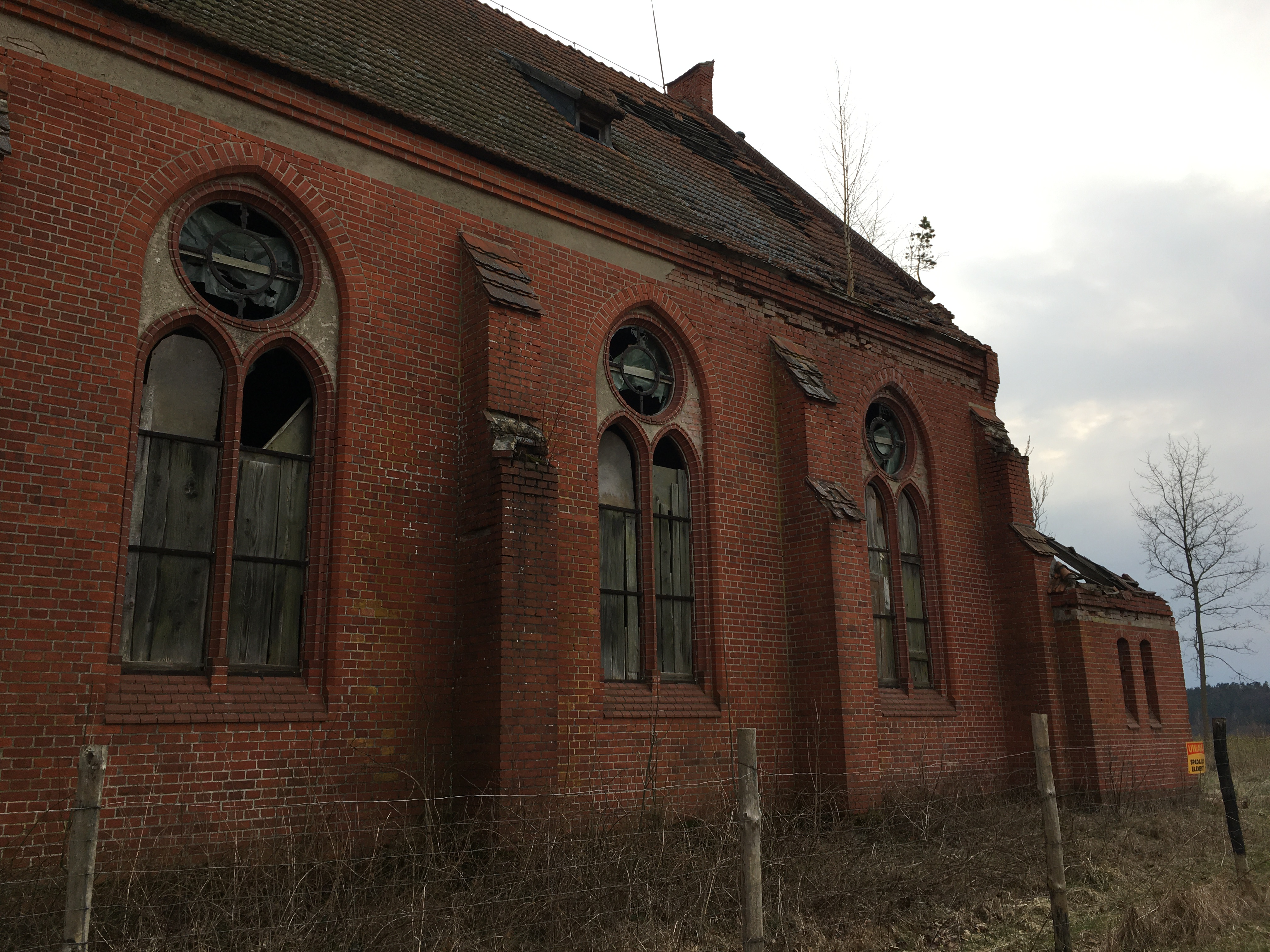
Okna nawy
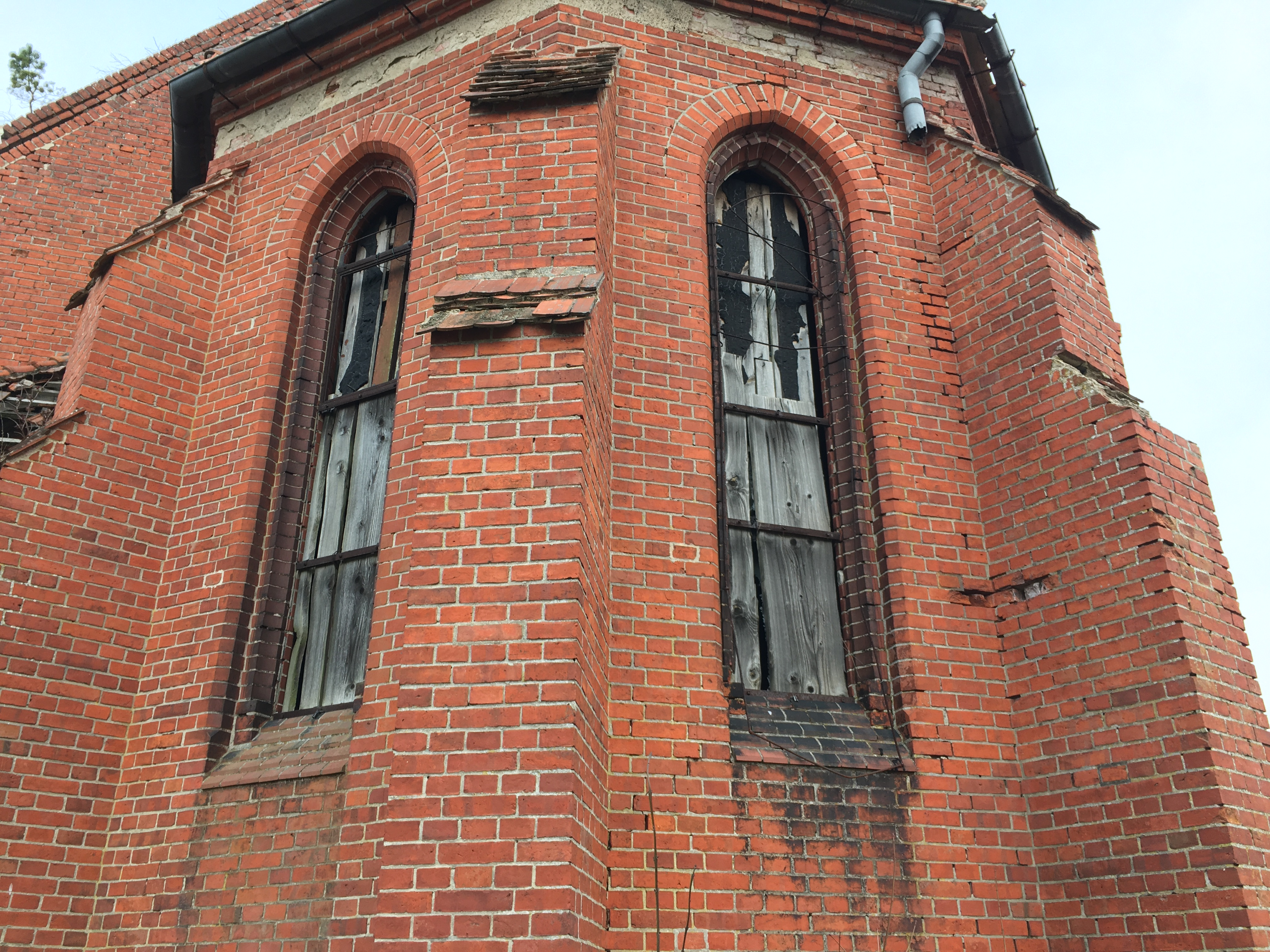
Absyda
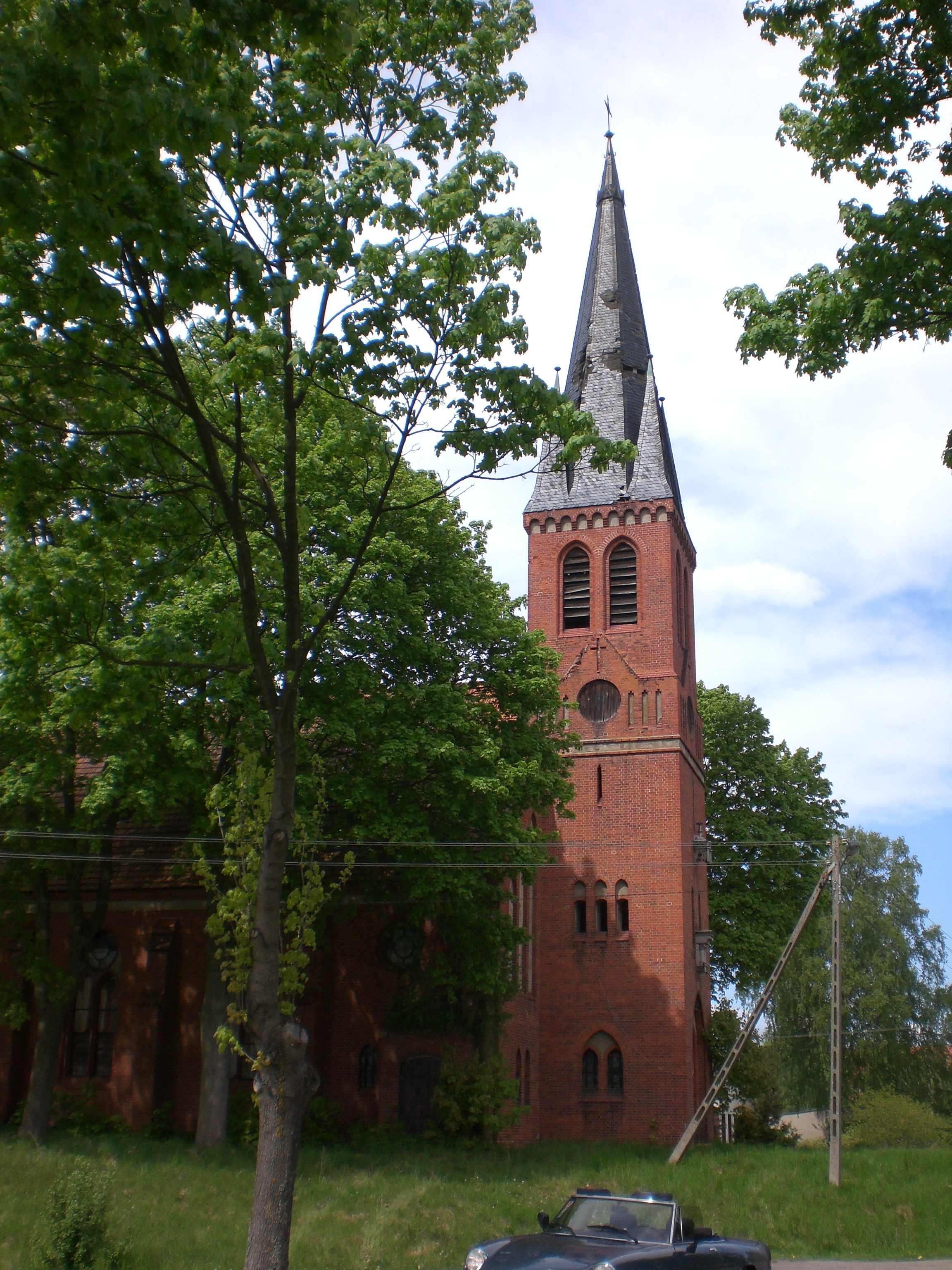
Wieża w 2009
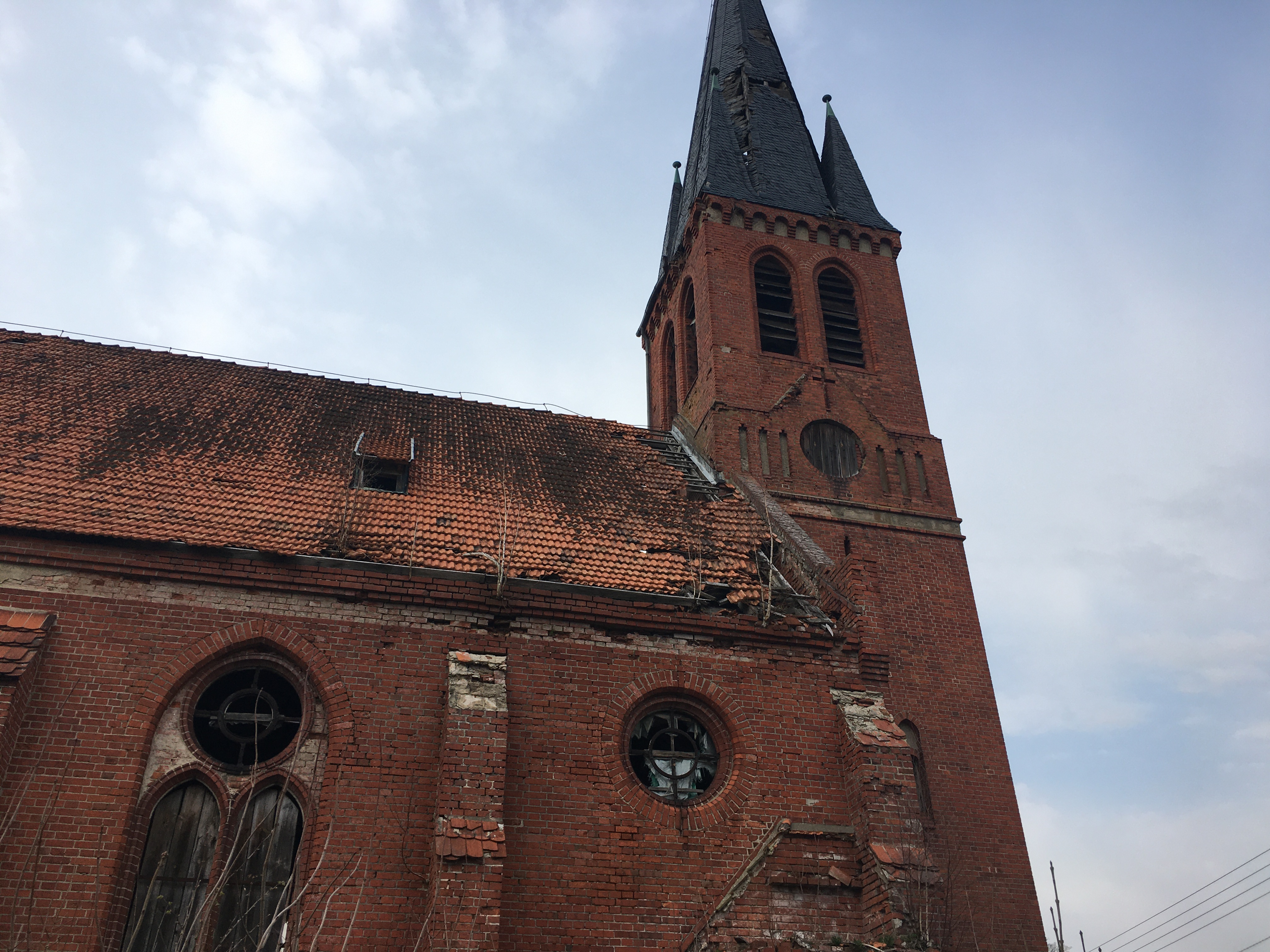
Wieża w 2021